# Le Minihic-sur-Rance
Le Minihic-sur-Rance är en kommun i departementet Ille-et-Vilaine i regionen Bretagne i nordvästra Frankrike. Kommunen ligger i kantonen Dinard som tillhör arrondissementet Saint-Malo. År 2022 hade Le Minihic-sur-Rance 1 499 invånare.

## Befolkningsutveckling
Antalet invånare i kommunen Le Minihic-sur-Rance
Referens:INSEE